# مناره و مسجد میدان کهنه

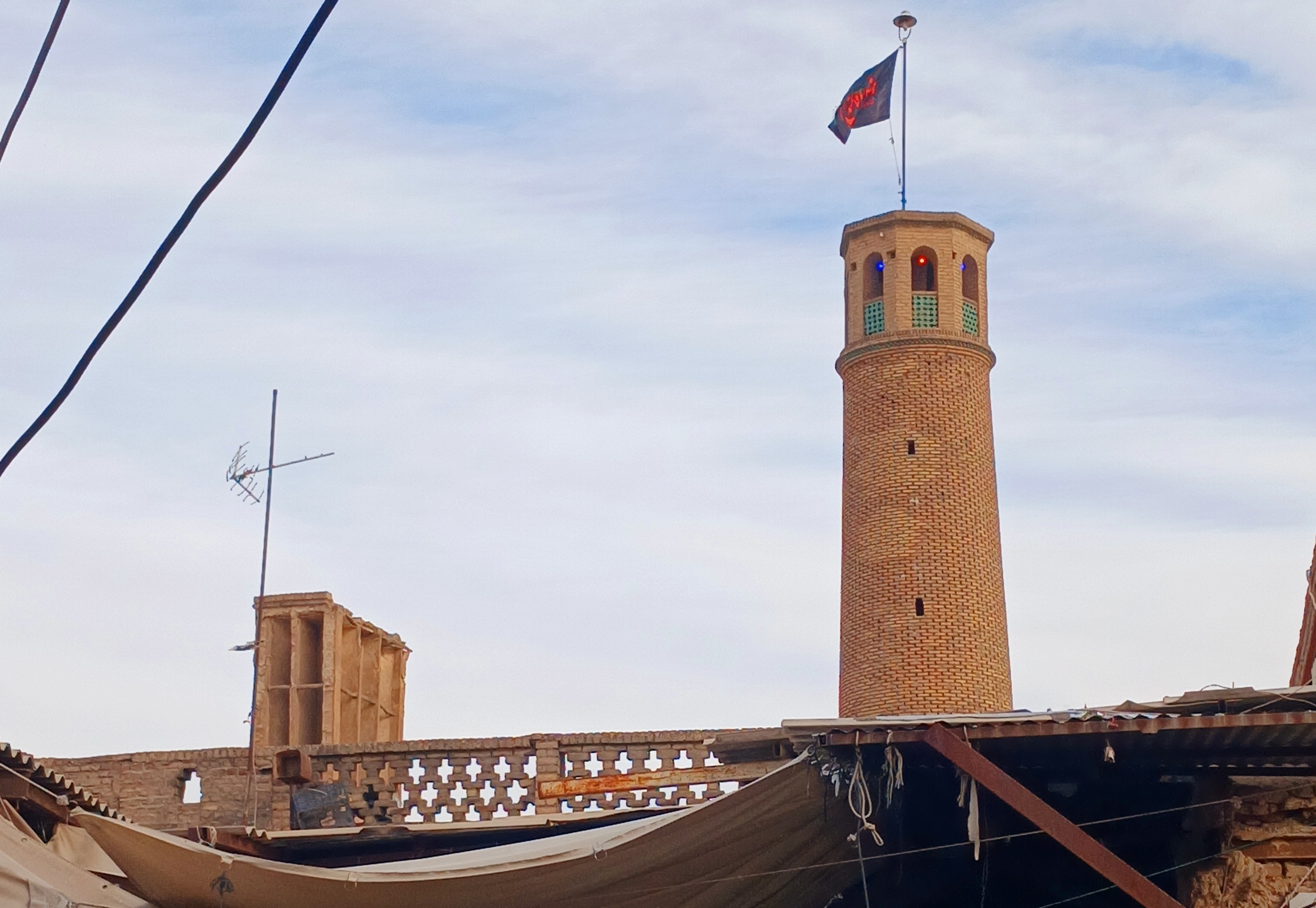

مناره متعلق به قرن سوم هجری و مسجد میدان کهنه مربوط به دوره صفوی است و در شهرستان قم، خیابان آذر، درون میدان کهنه واقع شده و این اثر در تاریخ ۵ آذر ۱۳۸۰ با شمارهٔ ثبت ۴۴۱۹ به‌عنوان یکی از آثار ملی ایران به ثبت رسیده است.مناره میدان کهنه قدیمی ترین مناره ایران و سومین مناره قدیمی جهان میباشد.